# پالو روتاووا
پالو روتاووا (به لاتین: Palu Rotawewa) یک منطقهٔ مسکونی در سری‌لانکا است که در استان مرکزی (سری‌لانکا) واقع شده‌است.